# Nodozana thricophora
Nodozana thricophora là một loài bướm đêm thuộc phân họ Arctiinae, họ Erebidae.